# Фастовка (Павлодарская область)
Фастовка (каз. Фастовка) — исчезнувшее село в Иртышском районе Павлодарской области Казахстана.

## Географическое положение
Располагалось в 43 км к западу от села Иртышск и 3 км к северо-востоку от села Актайлак (Никаноровка), у безымянного озера.

## История
Село Фастовка основано в 1914 году украинскими крестьянами в урочище Жамиля Иртышской волости. Дата упразднения не установлена. Отмечено на карте 1931 г. издания. На карте Генштаба 1985 г. на месте села отмечен летник Жамиля.